# Sint-Petrus en Pauluskerk (Reeuwijk)

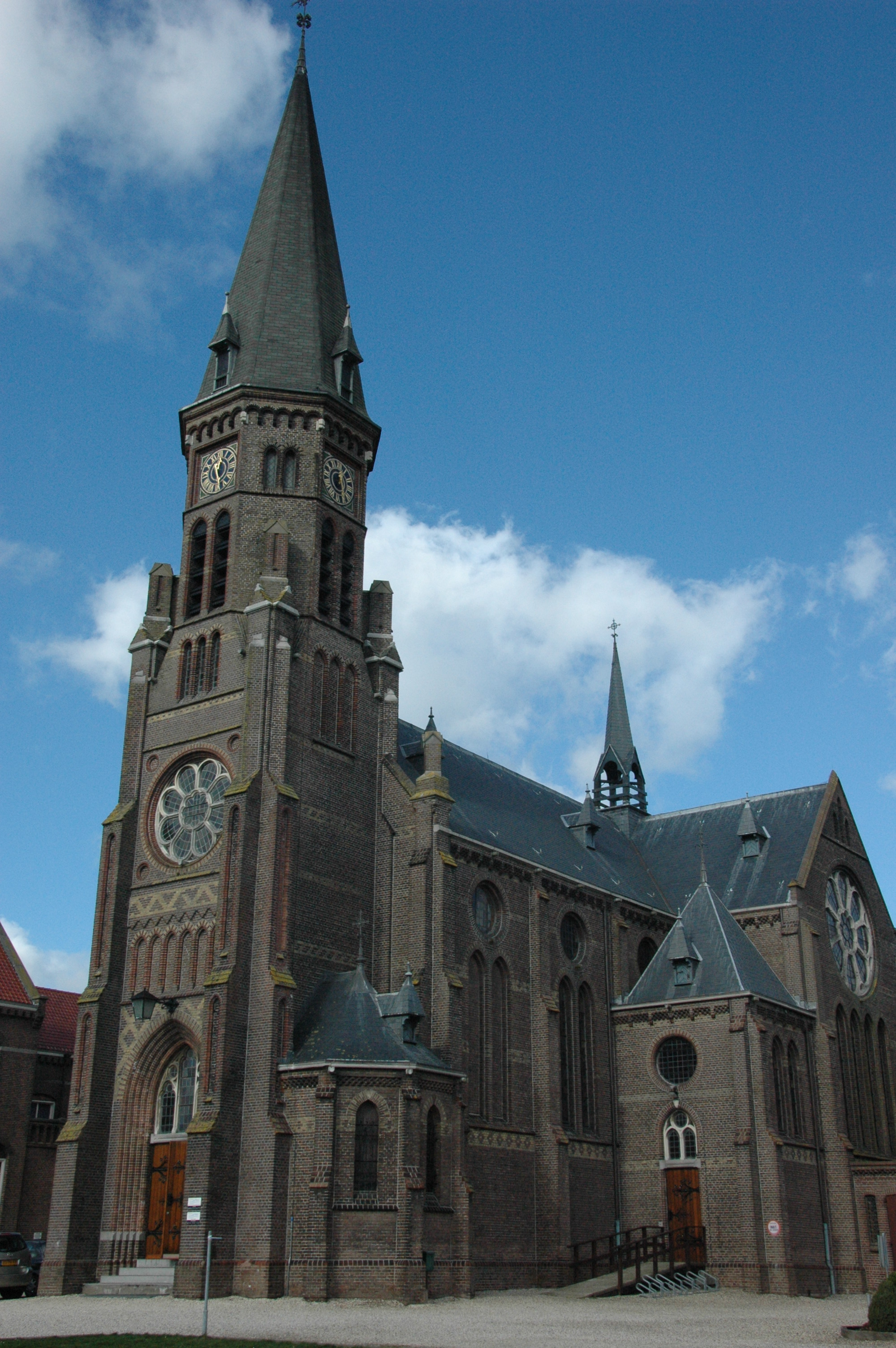
Sint-Petrus en Pauluskerk

Die Sint-Petrus en Pauluskerk (deutsch St.-Petrus-und-Paulus-Kirche) ist ein römisch-katholisches Gotteshaus in Reeuwijk-Dorp, einem Ortsteil von Bodegraven-Reeuwijk (Provinz Südholland). Die Kirche steht als Rijksmonument unter Denkmalschutz. Sie wird von der Pfarrgemeinde „De goede Herder“ genutzt.

## Beschreibung
Die Kirche wurde zwischen 1889 und 1890 am Dorspweg errichtet. Der ausführende Architekt Evert Margry entwarf eine dreischiffige Backsteinkirche auf kreuzförmigem Grundriss im neugotischen Stil. Er zeichnet auch für das benachbarte Pfarrhaus verantwortlich. Die äußere Gestaltung der Kirche ist weitgehend im Originalzustand erhalten. Im Kircheninneren befindet sich aus der Entstehungszeit der Kirche der Sockel des Hauptaltars (1890) und der Predigtstuhl (1894), der ebenfalls in Margrys Büro entworfen wurde.

## Orgel
Die Orgel wurde 1913 von der Orgelbaufirma Vermeulen errichtet. Das Instrument hat 21 Register auf zwei Manualen und Pedal.
| I Hauptwerk C–g3 |                  |       |
| 1.               | Bourdon          | 16′   |
| 2.               | Prestant         | 8′    |
| 3.               | Flûte harmonique | 8′    |
| 4.               | Bourdon          | 8′    |
| 5.               | Octaaf           | 4′    |
| 6.               | Fluit            | 4′    |
| 7.               | Kwint            | 2 ⁄3′ |
| 8.               | Octaaf           | 2′    |
| 9.               | Mixtuur II-IV    |       |
| 10.              | Trompet          | 8′    |

| II Schwellwerk C–g3 |                |    |
| 11.                 | Vioolprestant  | 8′ |
| 12.                 | Holpijp        | 8′ |
| 13.                 | Viola di Gamba | 8′ |
| 14.                 | Vox Celeste    | 8′ |
| 15.                 | Violine        | 4′ |
| 16.                 | Piccolo        | 2′ |
| 17.                 | Basson-Hobo    | 8′ |

| Pedalwerk C–f1 |         |     |
| 18.            | Subbas  | 16′ |
| 19.            | Openbas | 8′  |
| 20.            | Fluit   | 4′  |
| 21.            | Fagot   | 16′ |

- Koppeln: II/I, I/P, II/P